# Mark Simmonds
Mark Simmonds (Christchurch, 1955 – september 2020) was een Nieuw-Zeelandse jazzsaxofonist en -componist en leider van de band The Freeboppers. Geboren in Christchurch, Nieuw-Zeeland, verhuisde hij op 10-jarige leeftijd naar Sydney, New South Wales, Australië.

## Biografie
Mark Simmonds was prominent aanwezig in het Australische jazzcircuit in de jaren 1970, 1980 en 1990 en werkte ook in vele andere muzikale omgevingen zoals met soul/funkbands The Dynamic Hepnotics (1985-1986), Jackie Orszaczky's Jump Back Jack en ook met muziekbands als Phil Treloars Feeling to Thought, PipeLine en The Umbrellas. Daarnaast vermeldt de Australian Rock-database Simmonds als lid van Drain, Corroboree, Chris Turner Band, Silver Studs, Keys Orchestra, Moonlight, Ol '55, Bentley's Boogie Band en Renee Geyer Band. Simmonds leidde zijn eigen bands, meestal onder de naam The Freeboppers. In december 1981 speelden zijn Freeboppers op de All Souls Feast Dance, een muziekevenement bedacht en geproduceerd door Alessio Cavallaro, in de Trades Union Club in Sydney, samen met Laughing Clowns, The Makers of the Dead Travel Fast en improvisator Jon Rose.
Twee nummers van The Freeboppers waren te horen op de KMA (Keys Music Association) compilatie-lp March of the Five Limbs in 1982. Mark Simmonds' Freeboppers brachten in 1993 de volledige dubbel-cd FIRE uit bij Birdland Records. Het album won in 1995 een Aria Award voor «Beste Jazzalbum». Het nummer Kings Cross Drag werd opgenomen op het Vox Australis-album Beyond El Rocco: The Ultimate Australian Jazz Soundtrack uit 1993.
Tot de medewerkers van Simmonds behoorden Steve Elphick (bas), Phil Treloar (percussie), David Adés (altsax), Jamie Fielding (keyboards), Greg Sheehan (drums), Miroslav Bukovsky (trompet), Peter Dehlsen (drums), Louis Burdett ( drums), Peter Fine, Daniel Fine (sax), Steve Hunter (bas), Serge Ermöll (piano), Kees Steen (gitaar), Rob Gador (bas), Michael Sheridan (gitaar), Chris Abrahams (piano), Cleis Pierce (viool), Samila Sithole (percussie), Andrew Gander (drums), Thierry Fossemalle (bas), Scott Tinkler (trompet), Simon Barker (drums), Azo Bell (gitaar), Duncan Archibald (drums), Diane Peters (harp), Bobby Gebert (piano), Mark Shepherd (bas), Will Guthrie (drums), Scott Lambie (drums), Philip Rex (bas), Tony Buck (drums), Elliött Dalgléish (saxofoons), Rick Caskey (bas), Charlie Owen (gitaar).
In een artikel van The Sydney Morning Herald op 13 mei 1987 schreef jazzcriticus Gail Brennan: Mark Simmonds' Freeboppers verwoestten de kelder met een ononderbroken anderhalf uur durende orgie van ritme en vuur. Het artikel bespreekt een double-bill met het Dale Barlow Quintet in Sydney's meest gerenommeerde jazzlocatie The Basement op 11 mei 1987. Verder zegt het dat Mark een band leidde die een maand lang in het openbaar had gespeeld (in de Piccadilly) en hun vertrouwen en samenhang waren heerlijk om te horen.
Simmonds stopte in de vroege jaren 2000 met reguliere openbare optredens, maar bleef tot aan zijn dood muziek maken met collega-muzikanten. Zijn laatste live optreden, een duet met Jeffrey Wegener, vond plaats in Leichhardt, New South Wales in 2019. Volgens Wegener speelde Simmonds bij deze gelegenheid geweldig.

## Overlijden
Mark Simmonds overleed in september 2020.